# دیرک کورتهالس
دیرک کورتهالس (آلمانی: Dirk Korthals؛ زادهٔ ۲۲ مارس ۱۹۶۲) شناگر اهل آلمان است.